# Salwador na Letnich Igrzyskach Olimpijskich 2004
Salwador na Letnich Igrzyskach Olimpijskich 2004, reprezentowało 7 zawodników: 2 mężczyzn, 5 kobiet.

## Skład kadry

### Kolarstwo
Kobiety – wyścig szosowy
- Evelyn García – 35. miejsce

Kobiety – kolarstwo torowe – wyścig na 3 km na dochodzenie
- Evelyn García – 12. miejsce

### Lekkoatletyka
Mężczyźni – 400 m
- Takeshi Fujiwara – odpadł w eliminacjach

Kobiety – 5000 m
- Elizabeth Zaragoza – odpadła w eliminacjach (nie ukończyła biegu eliminacyjnego)

### Łucznictwo
Mężczyźni – indywidualnie
- Ricardo Merlos – 35. miejsce

### Pływanie
Kobiety – 400 m stylem dowolnym
- Golda Marcus – 33. miejsce

Kobiety – 800 m stylem dowolnym
- Golda Marcus – 21. miejsce

### Podnoszenie ciężarów
Kobiety – kategoria do 75 kg
- Eva Dimas – 11. miejsce

### Strzelectwo
Kobiety – karabin pneumatyczny 10 m
- Patricia Rivas – 20. miejsce